# Hirschpark Nordkirchen
Das Naturschutzgebiet Hirschpark Nordkirchen liegt auf dem Gebiet der Gemeinde Nordkirchen im Kreis Coesfeld in Nordrhein-Westfalen. 
Das etwa 193,8 ha große Gebiet, das im Jahr 2001 unter Naturschutz gestellt wurde, erstreckt sich östlich des Kernortes Nordkirchen. Unweit westlich verläuft die Landesstraße L 810 und unweit südlich die L 671. Östlich liegt das 217 ha große NSG Ichterloh.